# Représentations diplomatiques de l'Iran

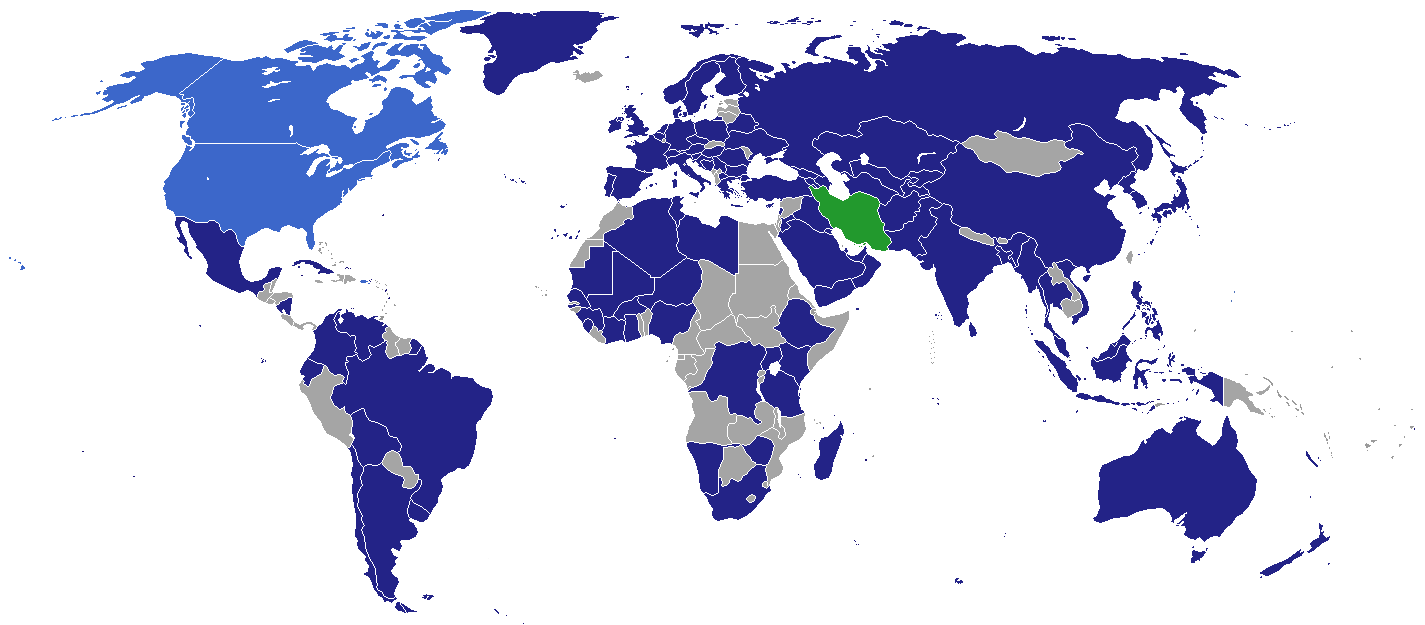
Représentations diplomatiques de l'Iran.

Voici la liste des représentations diplomatiques de l'Iran à l'étranger.

## Afrique
- Afrique du Sud
  - Pretoria (ambassade)
- Algérie
  - Alger (ambassade)
- Burkina Faso
  - Ouagadougou (ambassade)
- République démocratique du Congo
  - Kinshasa (ambassade)
- Côte d'Ivoire
  - Abidjan (ambassade)
- Égypte
  - Le Caire (section d'intérêt)
- Éthiopie
  - Addis-Abeba (ambassade)
- Ghana
  - Accra (ambassade)
- Guinée
  - Conakry (ambassade)
- Kenya
  - Nairobi (ambassade)
- Libye
  - Tripoli (ambassade)
- Madagascar
  - Antananarivo (ambassade)
- Mali
  - Bamako (ambassade)
- Maroc
  - Rabat (ambassade)
- Mauritanie
  - Nouakchott (ambassade)
- Namibie
  - Windhoek (ambassade)
- Niger
  - Niamey (ambassade)
- Nigeria
  - Abuja (ambassade)
- Ouganda
  - Kampala (ambassade)
- Sénégal
  - Dakar (ambassade)
- Sierra Leone
  - Freetown (ambassade)
- Soudan
  - Khartoum (ambassade)
- Tanzanie
  - Dar es Salaam (ambassade)
- Tunisie
  - Tunis (ambassade)
- Zimbabwe
  - Harare (ambassade)

## Amérique
- Argentine
  - Buenos Aires (ambassade)
- Bolivie
  - La Paz (ambassade)
- Brésil
  - Brasília (ambassade)
- Canada
  - Ottawa (section d'intérêt)
- Chili
  - Santiago du Chili (ambassade)
- Colombie
  - Bogota (ambassade)
- Cuba
  - La Havane (ambassade)
- Équateur
  - Quito (ambassade)
- États-Unis
  - Washington (section d'intérêt)
- Mexique
  - Mexico (ambassade)
- Nicaragua
  - Managua (ambassade)
- Uruguay
  - Montevideo (ambassade)
- Venezuela
  - Caracas (ambassade)

## Asie
- Afghanistan
  - Kaboul (ambassade)
  - Hérat (consulat général)
  - Jalalabad (consulat général)
  - Kandahar (consulat général)
  - Mazâr-e Charîf (consulat général)
- Arabie saoudite
  - Riyad (ambassade)
  - Djeddah (consulat général)
- Arménie
  - Erevan (ambassade)
- Azerbaïdjan
  - Bakou (ambassade)
  - Nakhitchevan (consulat général)
- Bahreïn
  - Manama (ambassade)
- Bangladesh
  - Dhâkâ (ambassade)
- Birmanie
  - Yangon (ambassade)
- Brunei
  - Bandar Seri Begawan (ambassade)
- Chine
  - Pékin (ambassade)
  - Canton (consulat général)
  - Hong Kong (consulat général)
  - Shanghai (consulat général)
- Corée du Nord
  - Pyongyang (ambassade)
- Corée du Sud
  - Séoul (ambassade)
- Émirats arabes unis
  - Abou Dabi (ambassade)
  - Dubaï (consulat général)
- Géorgie
  - Tbilisi (ambassade)
- Inde
  - New Delhi (ambassade)
  - Bombay (consulat général)
  - Hyderabad (consulat général)
- Indonésie
  - Jakarta (ambassade)
- Irak
  - Bagdad (ambassade)
  - Bassora (consulat général)
  - Erbil (consulat général)
  - Kerbala (consulat général)
- Japon
  - Tokyo (ambassade)
- Jordanie
  - Amman (ambassade)
- Kazakhstan
  - Astana (ambassade)
- Kirghizistan
  - Bichkek (ambassade)
- Koweït
  - Koweït (ambassade)
- Liban
  - Beyrouth (ambassade)
- Malaisie
  - Kuala Lumpur (ambassade)
- Oman
  - Mascate (ambassade)
- Ouzbékistan
  - Tachkent (ambassade)
- Pakistan
  - Islamabad (ambassade)
  - Karachi (consulat général)
  - Lahore (consulat général)
  - Peshawar (consulat général)
  - Quetta (consulat général)
- Philippines
  - Manille (ambassade)
- Qatar
  - Doha (ambassade)
- Sri Lanka
  - Colombo (ambassade)
- Tadjikistan
  - Douchanbé (ambassade)
- Thaïlande
  - Bangkok (ambassade)
- Turkménistan
  - Achgabat (ambassade)
  - Mary (consulat général)
- Turquie
  - Ankara (ambassade)
  - Erzurum (consulat général)
  - Istanbul (consulat général)
  - Trabzon (consulat général)
- Viêt Nam
  - Hanoï (ambassade)
- Yémen
  - Sana'a (ambassade)

## Europe
- Allemagne
  - Berlin (ambassade)
- Autriche
  - Vienne (ambassade)
- Belgique
  - Bruxelles (ambassade)
- Biélorussie
  - Minsk (ambassade)
- Bosnie-Herzégovine
  - Sarajevo (ambassade)
- Bulgarie
  - Sofia (ambassade)
- Chypre
  - Nicosie (ambassade)
- Croatie
  - Zagreb (ambassade)
- Danemark
  - Copenhague (ambassade)
- Espagne
  - Madrid (ambassade)
- Finlande
  - Helsinki (ambassade)
- France
  - Paris (ambassade)
- Grèce
  - Athènes (ambassade)
- Hongrie
  - Budapest (ambassade)
- Irlande
  - Dublin (ambassade)
- Italie
  - Rome (ambassade)
  - Milan (consulat général)
- Macédoine du Nord
  - Skopje (ambassade)
- Norvège
  - Oslo (ambassade)
- Pays-Bas
  - La Haye (ambassade)
- Pologne
  - Varsovie (ambassade)
- Portugal
  - Lisbonne (ambassade)
- Roumanie
  - Bucarest (ambassade)
- Royaume-Uni
  - Londres (ambassade)
- Russie
  - Moscou (ambassade)
  - Astrakhan (consulat général)
  - Kazan (consulat général)
- Serbie
  - Belgrade (ambassade)
- Slovénie
  - Ljubljana (ambassade)
- Suède
  - Stockholm (ambassade)
- Suisse
  - Berne (ambassade)
  - Genève (consulat général)
- République tchèque
  - Prague (ambassade)
- Ukraine
  - Kiev (ambassade)
- Vatican
  - Cité du Vatican (ambassade)

## Océanie
- Australie
  - Canberra (ambassade)
- Nouvelle-Zélande
  - Wellington (ambassade)

### Organisations multipartites
- Bruxelles (représentation permanente auprès de l'Union européenne)
- Djeddah (représentation auprès de l'Organisation de la conférence islamique)
- Genève (représentation permanente au bureau des Nations unies)
- New York (représentation permanente au bureau des Nations unies)
- Vienne (représentation permanente au bureau des Nations unies)

## Galerie

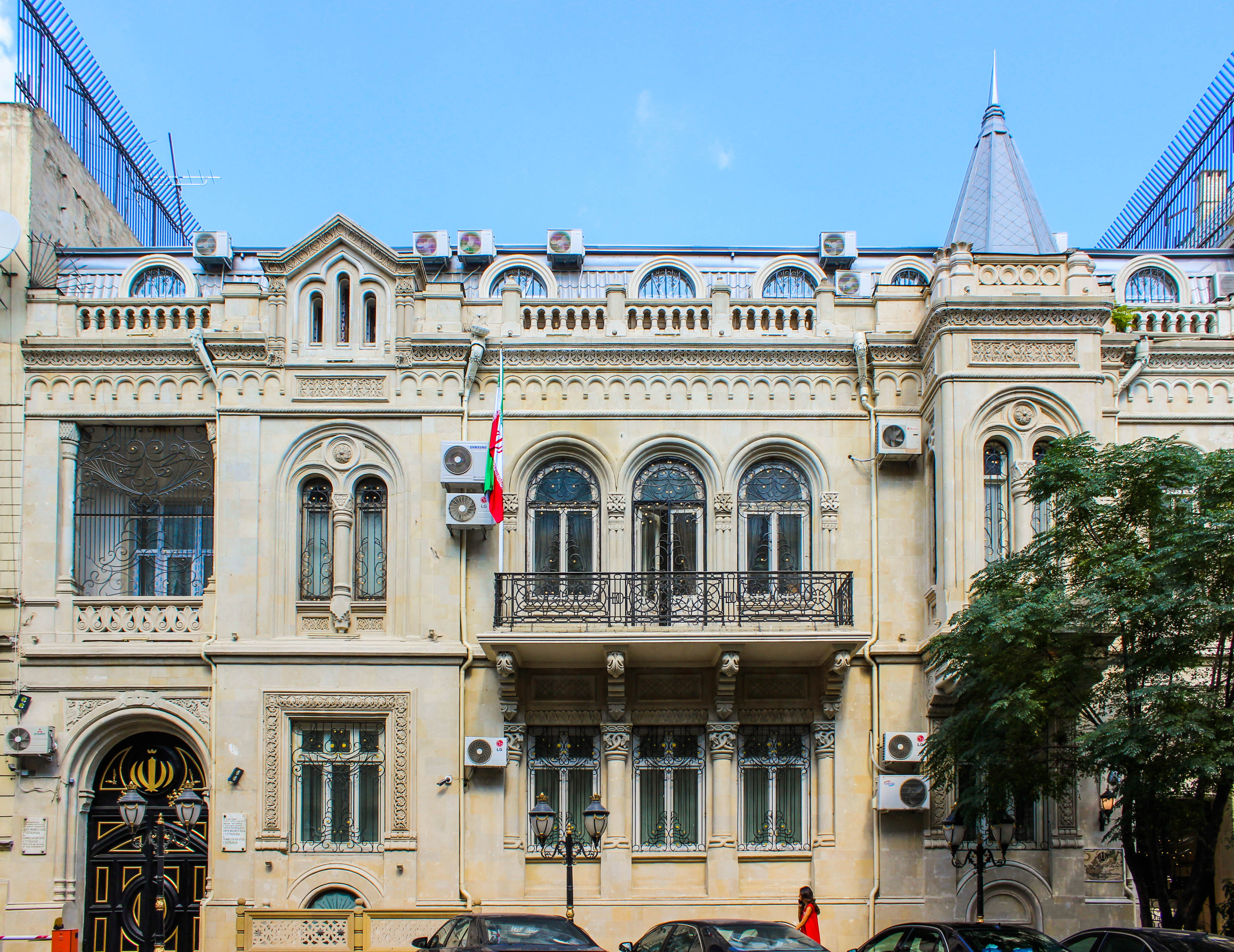
Ambassade à Bakou.
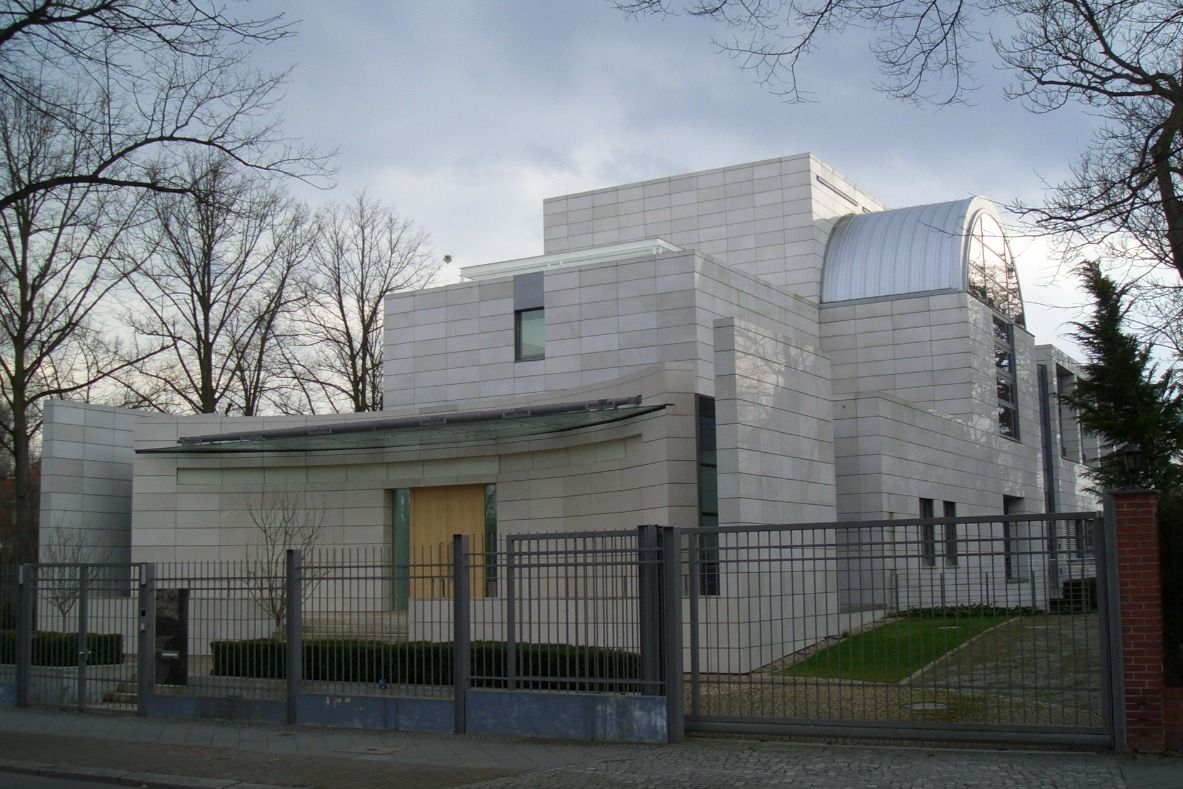
Ambassade à Berlin.
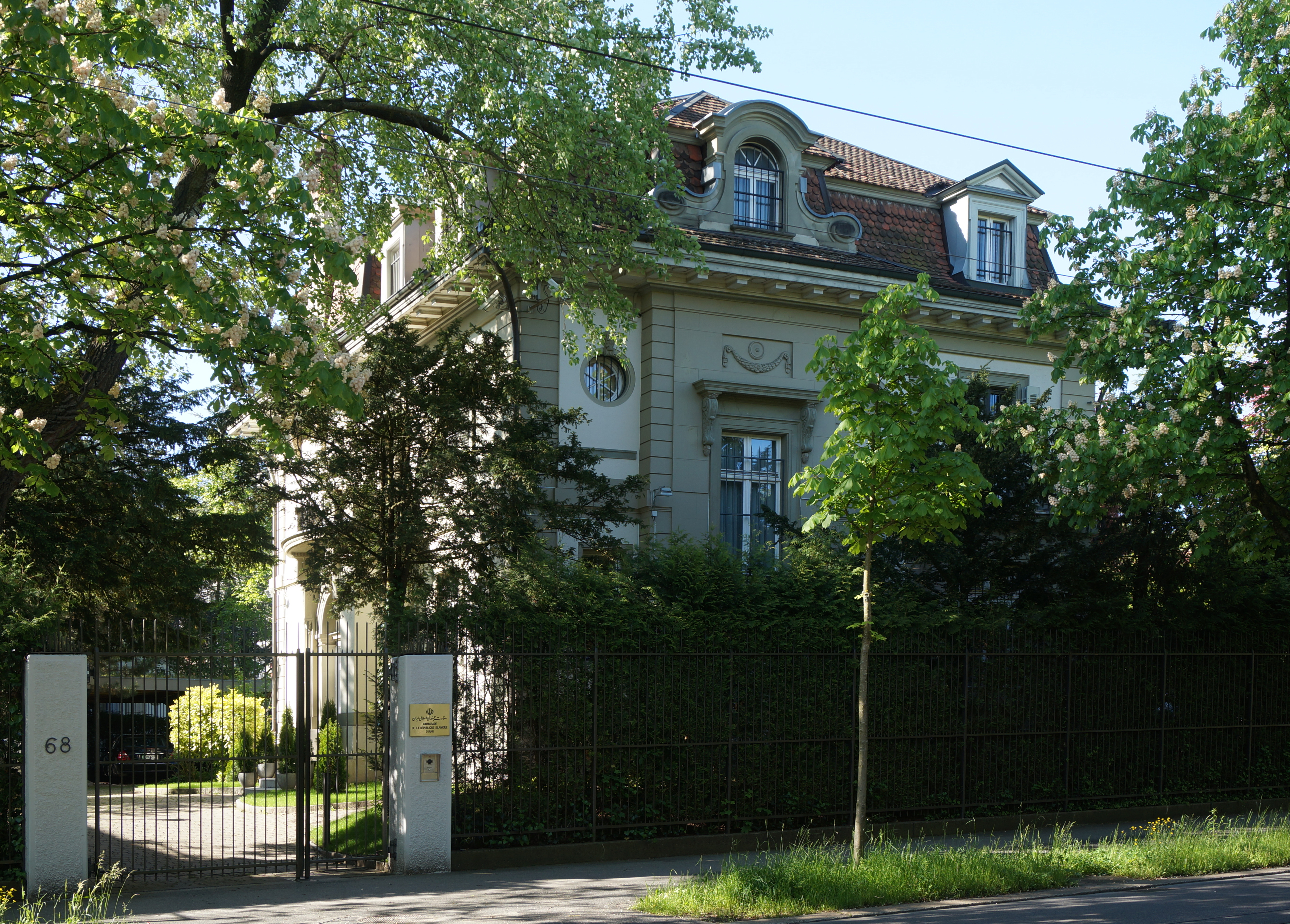
Ambassade à Berne.
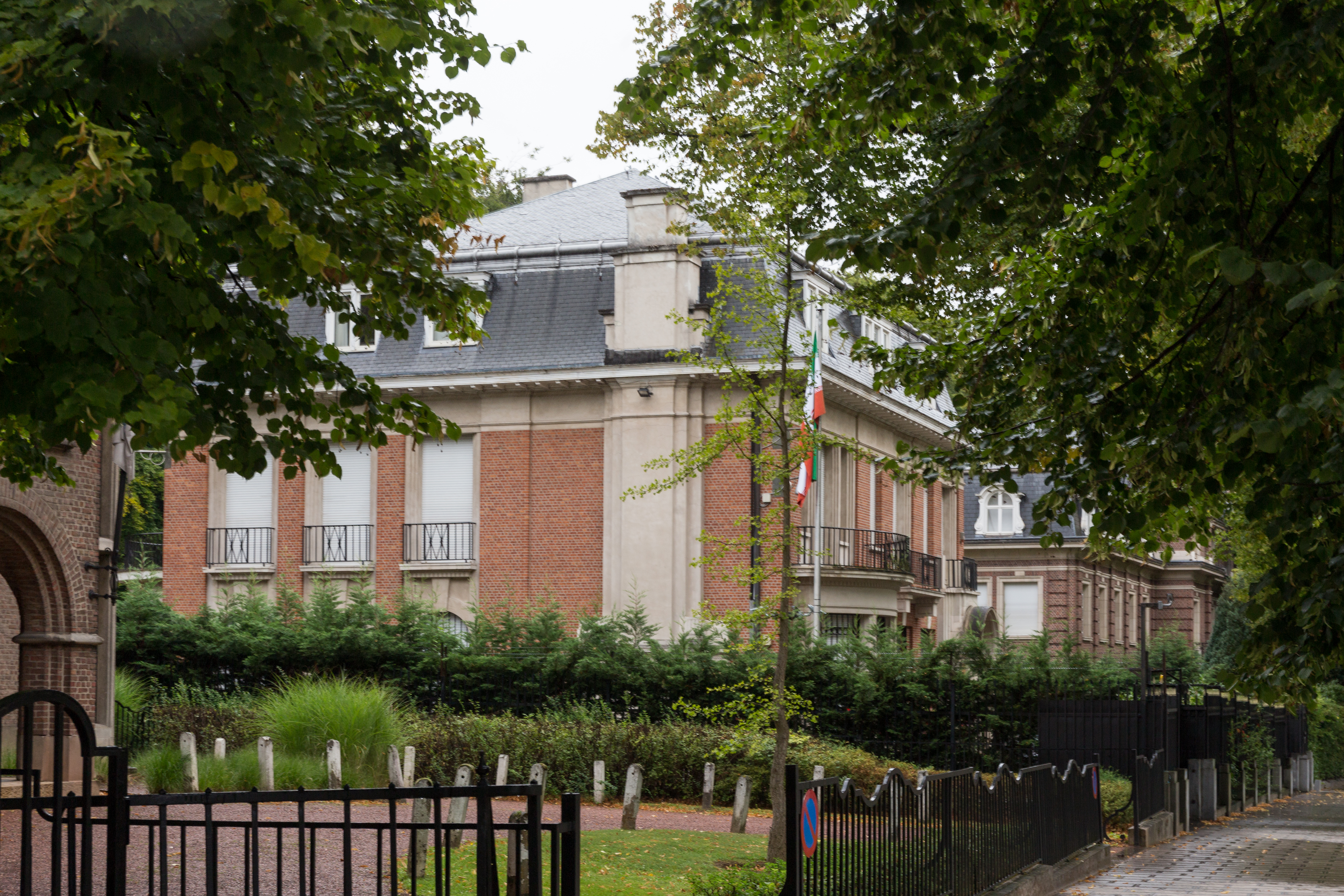
Ambassade à Bruxelles.
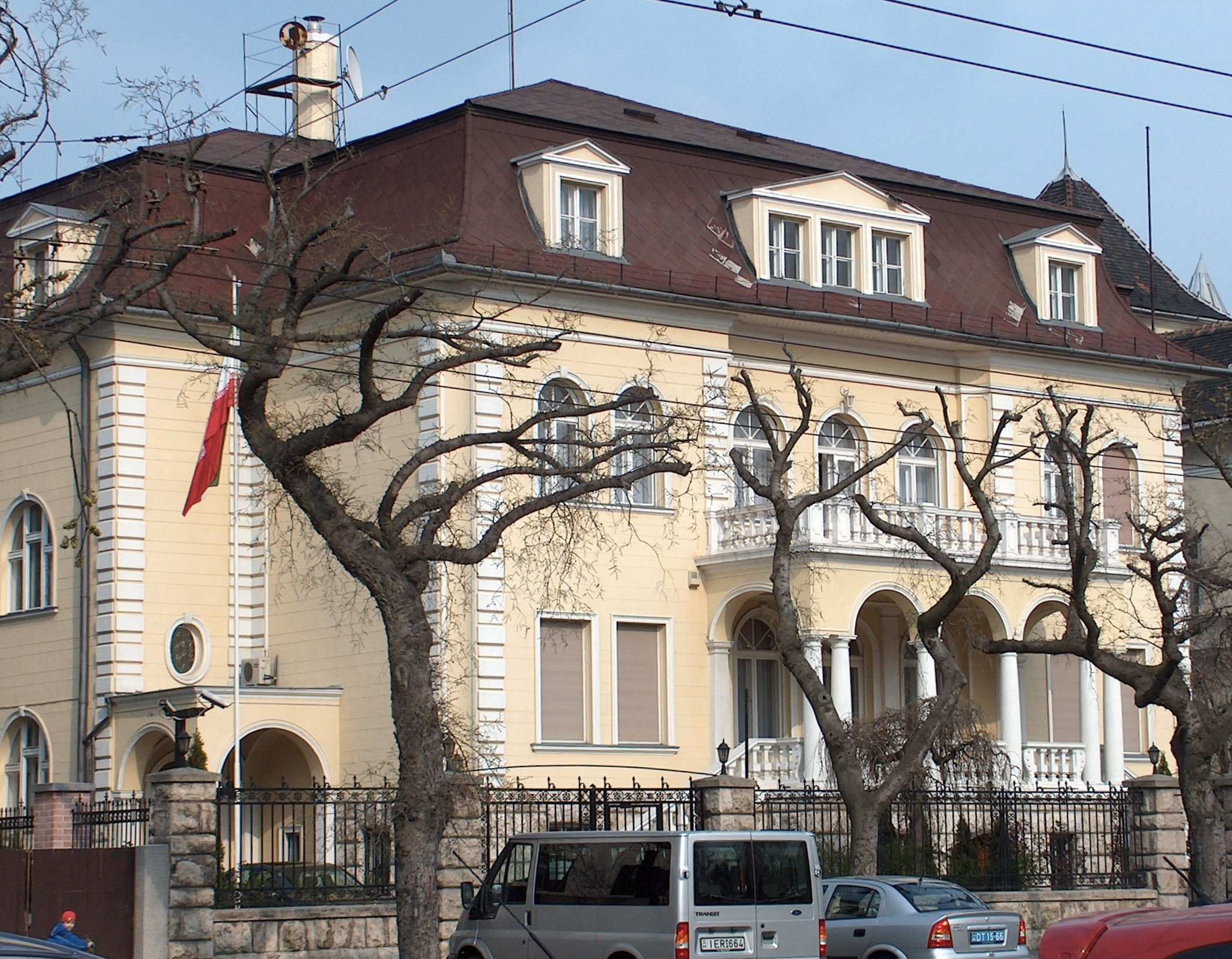
Ambassade à Budapest.
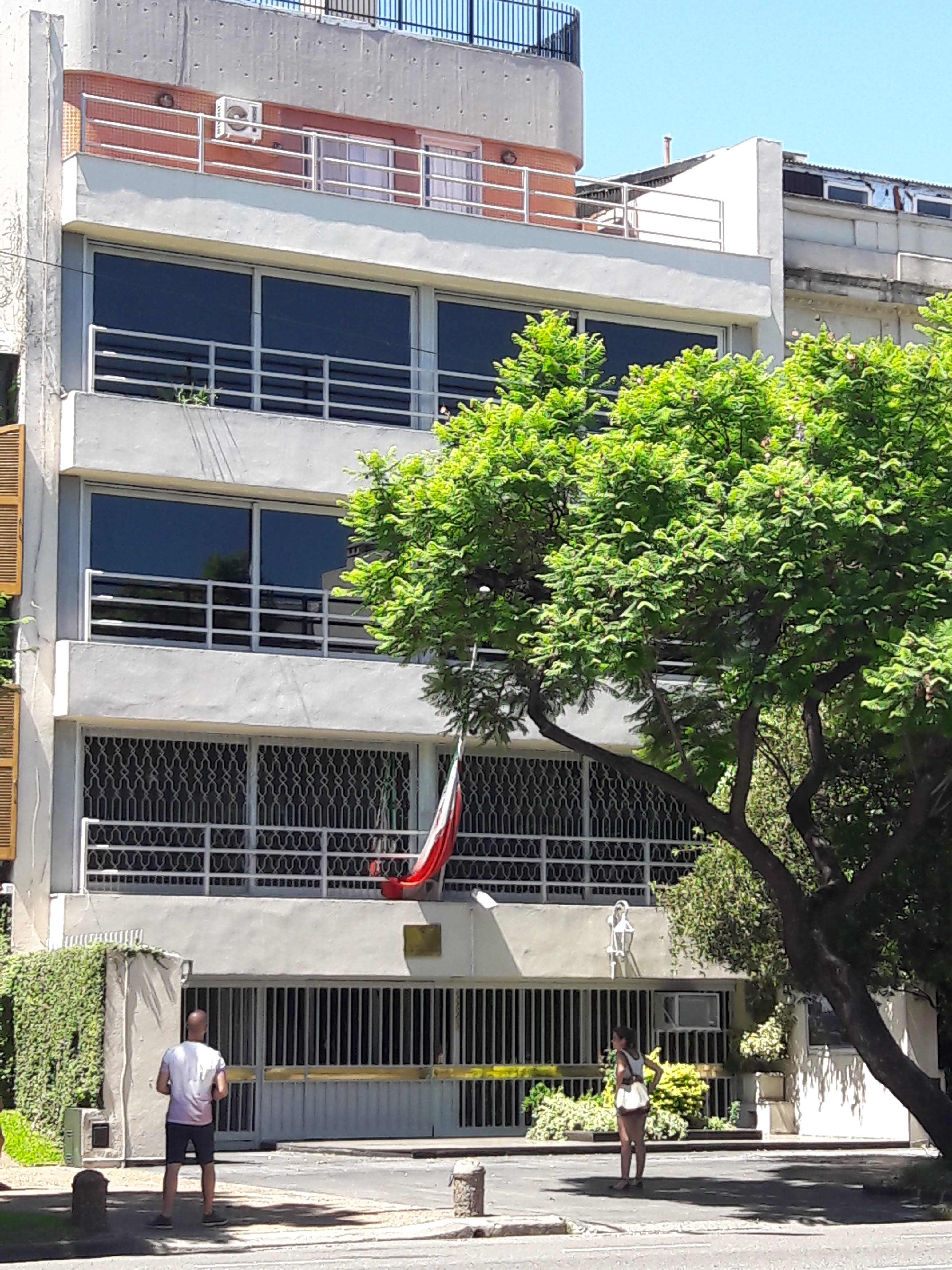
Ambassade à Buenos Aires.
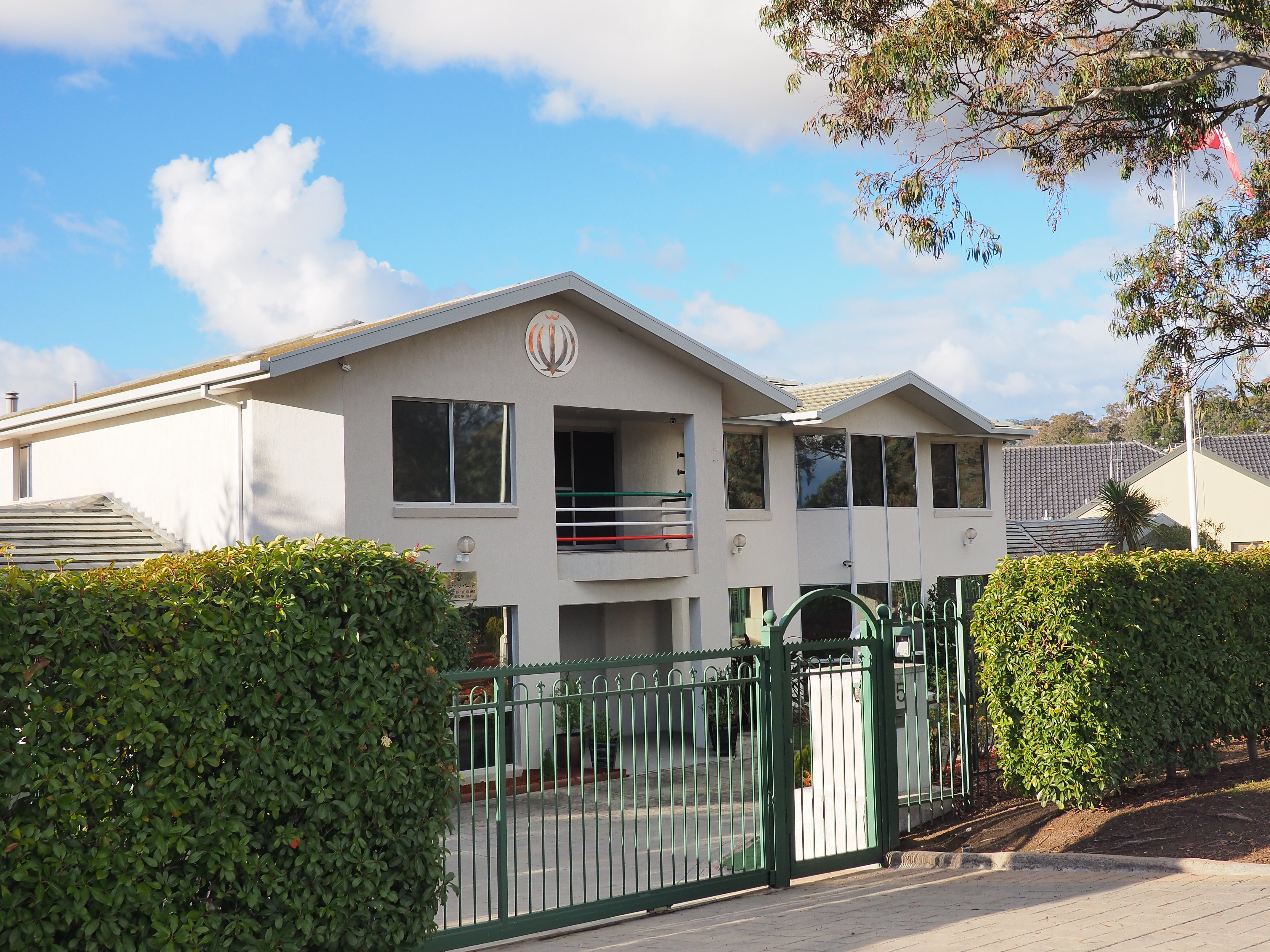
Ambassade à Canberra.
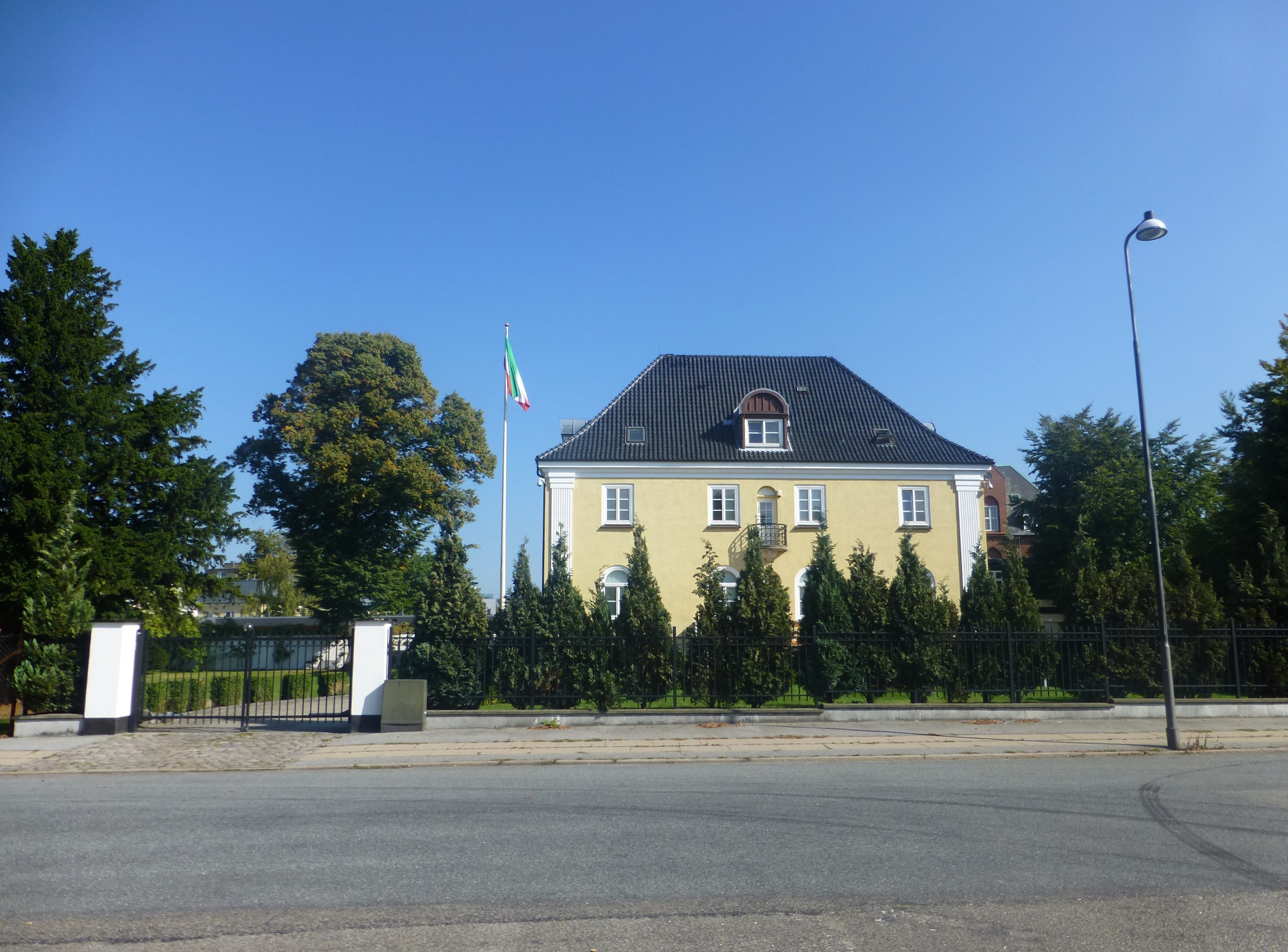
Ambassade à Copenhague.
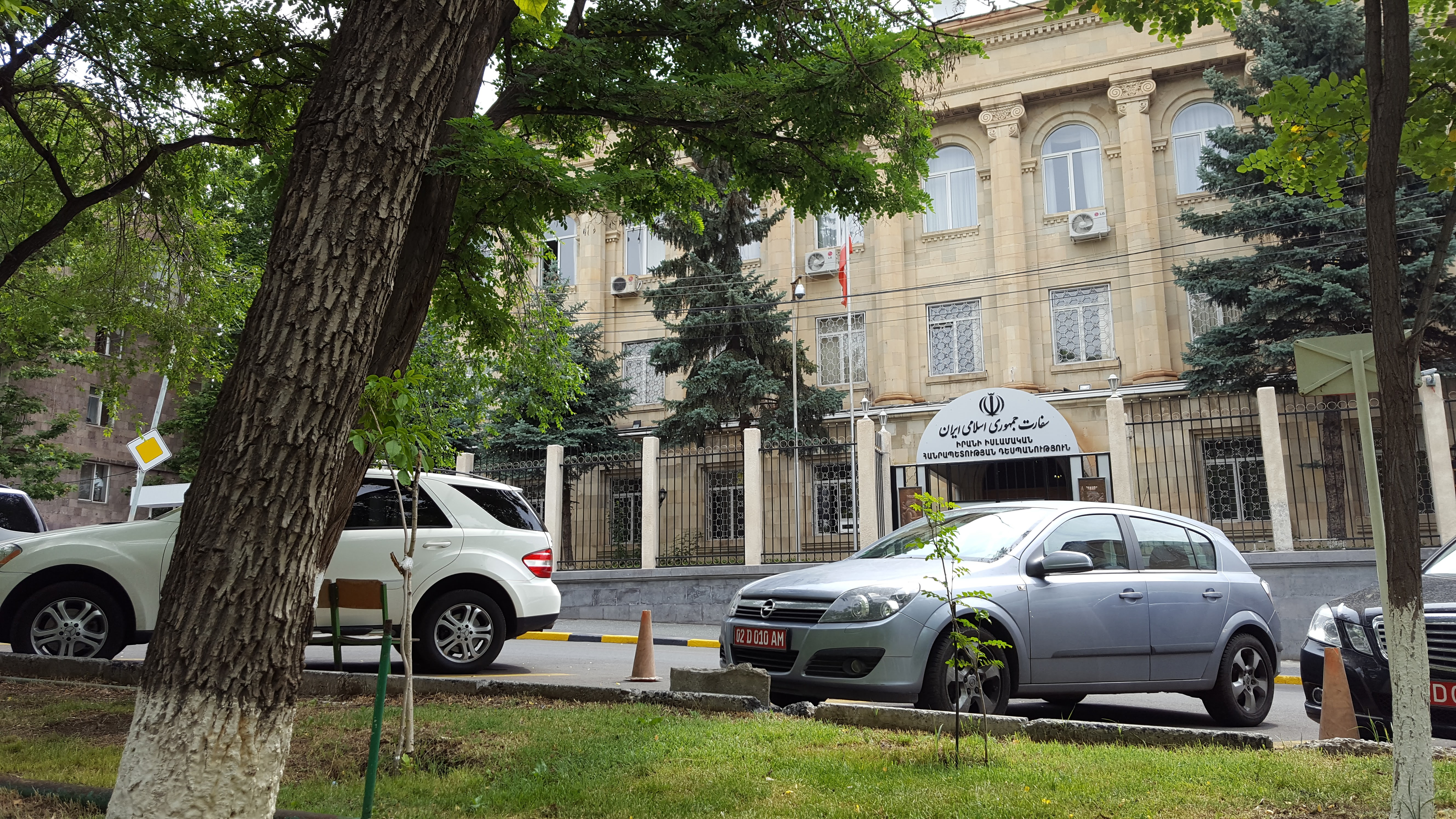
Ambassade à Erevan.
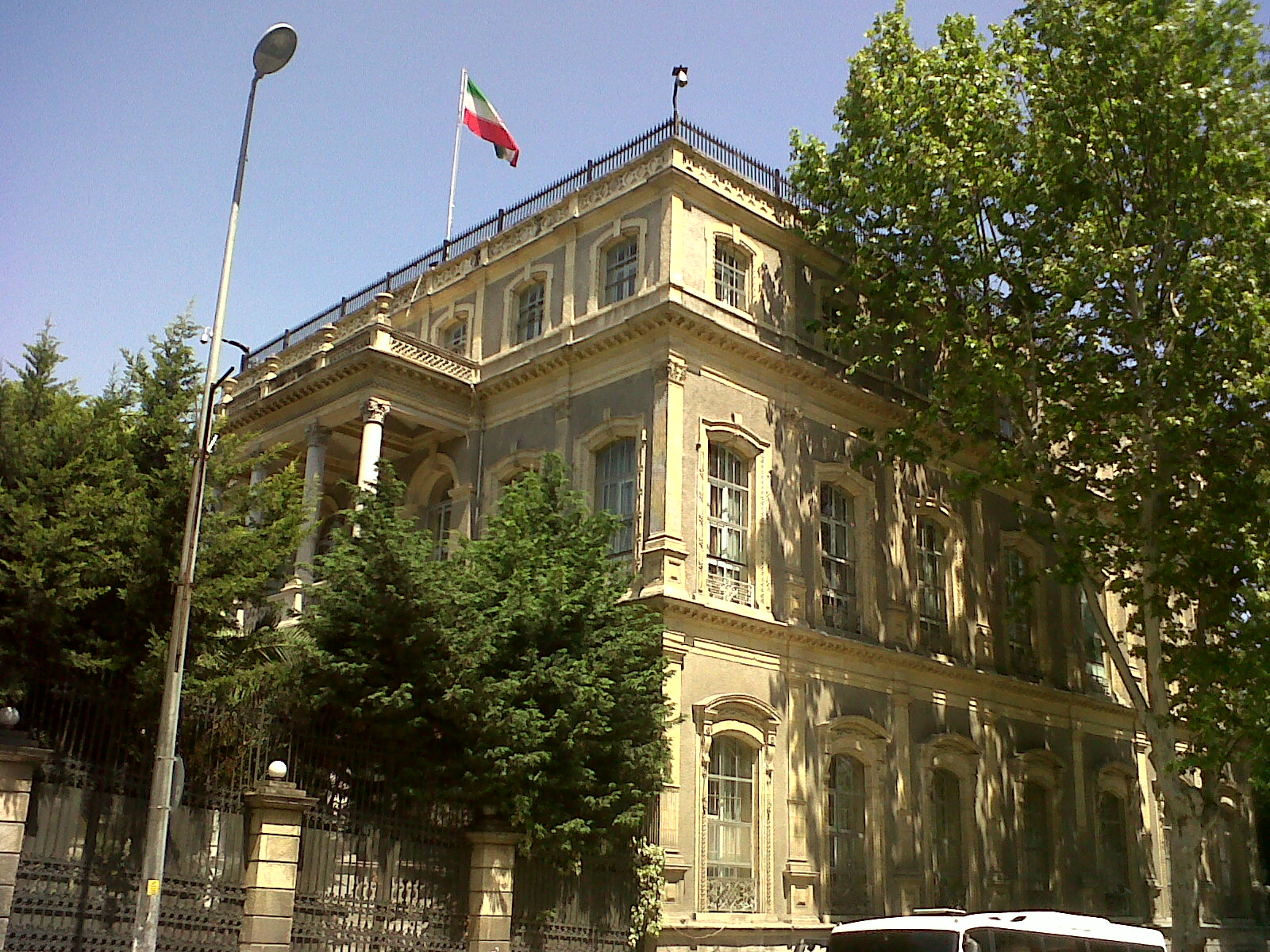
Consulat général à Istanbul.
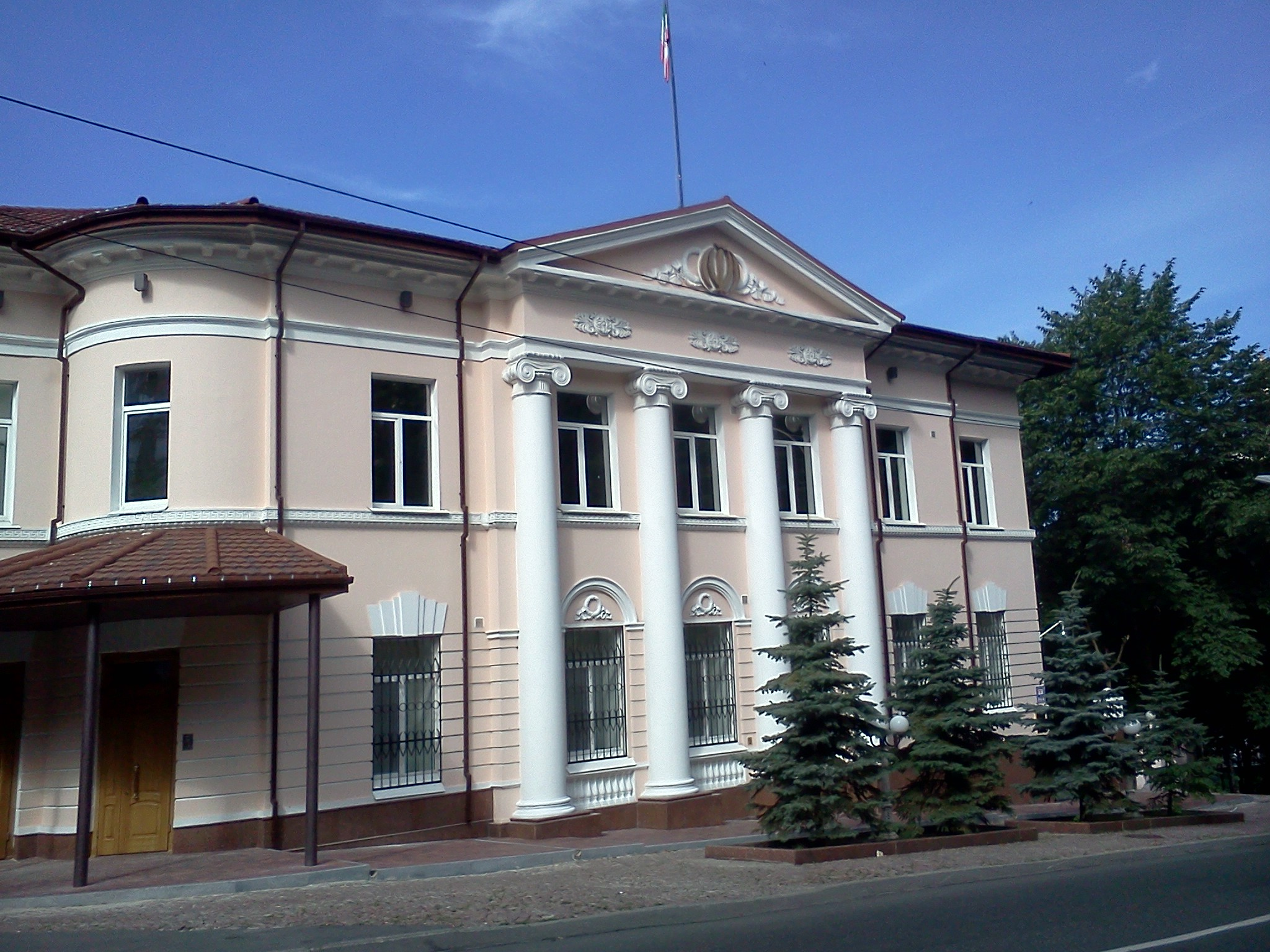
Ambassade à Kiev.
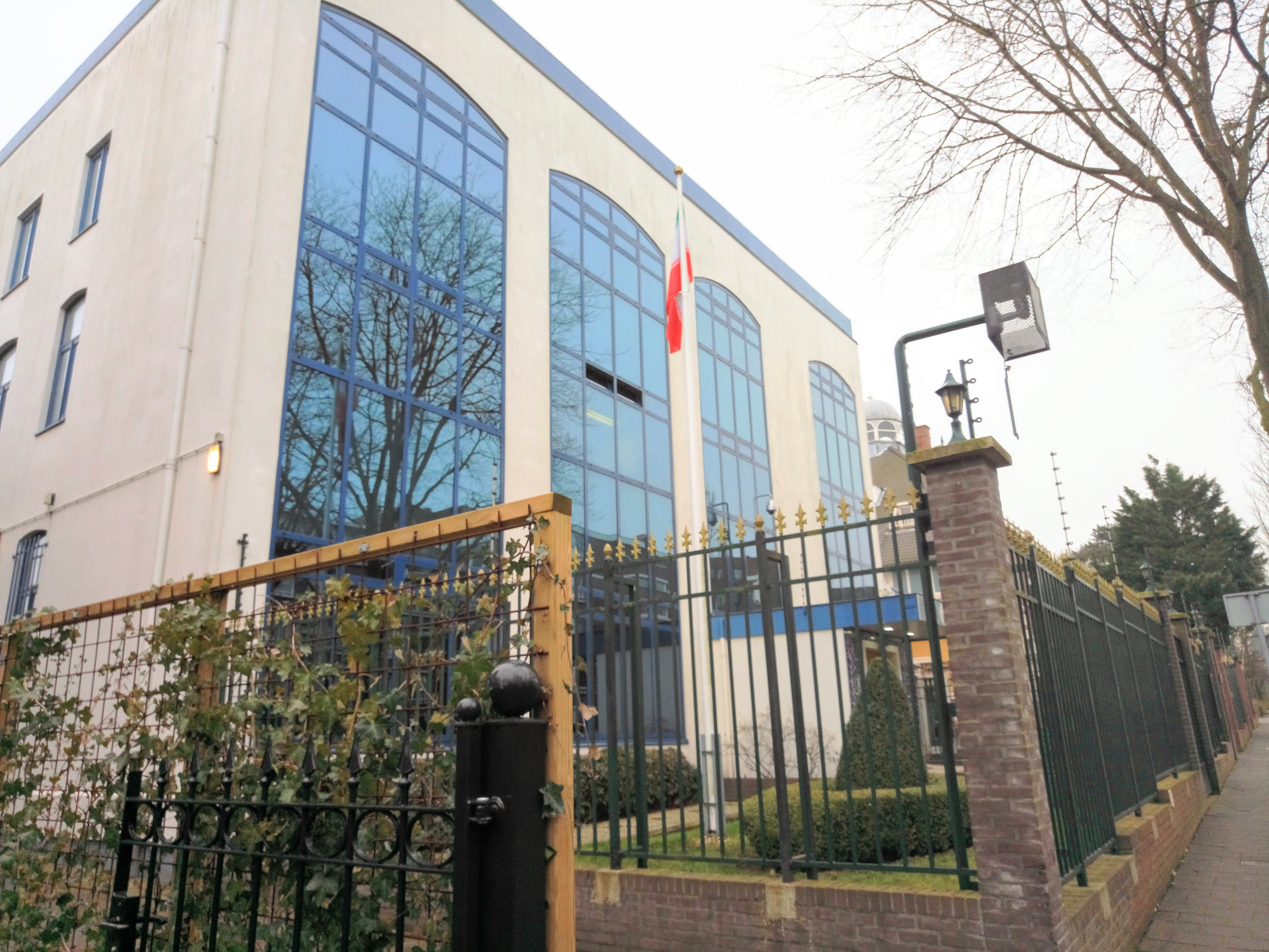
Ambassade à La Haye.
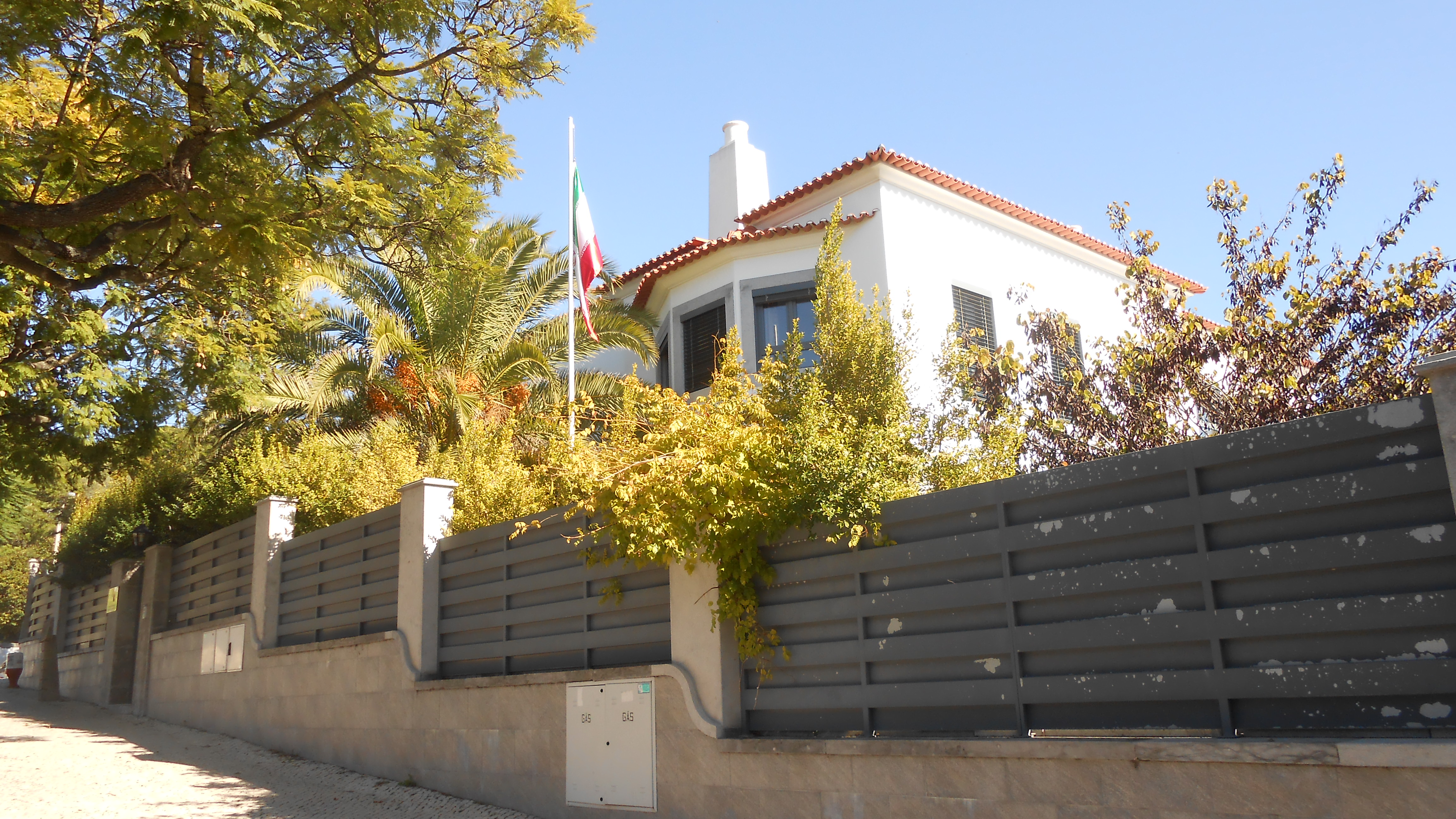
Ambassade à Lisbonne.
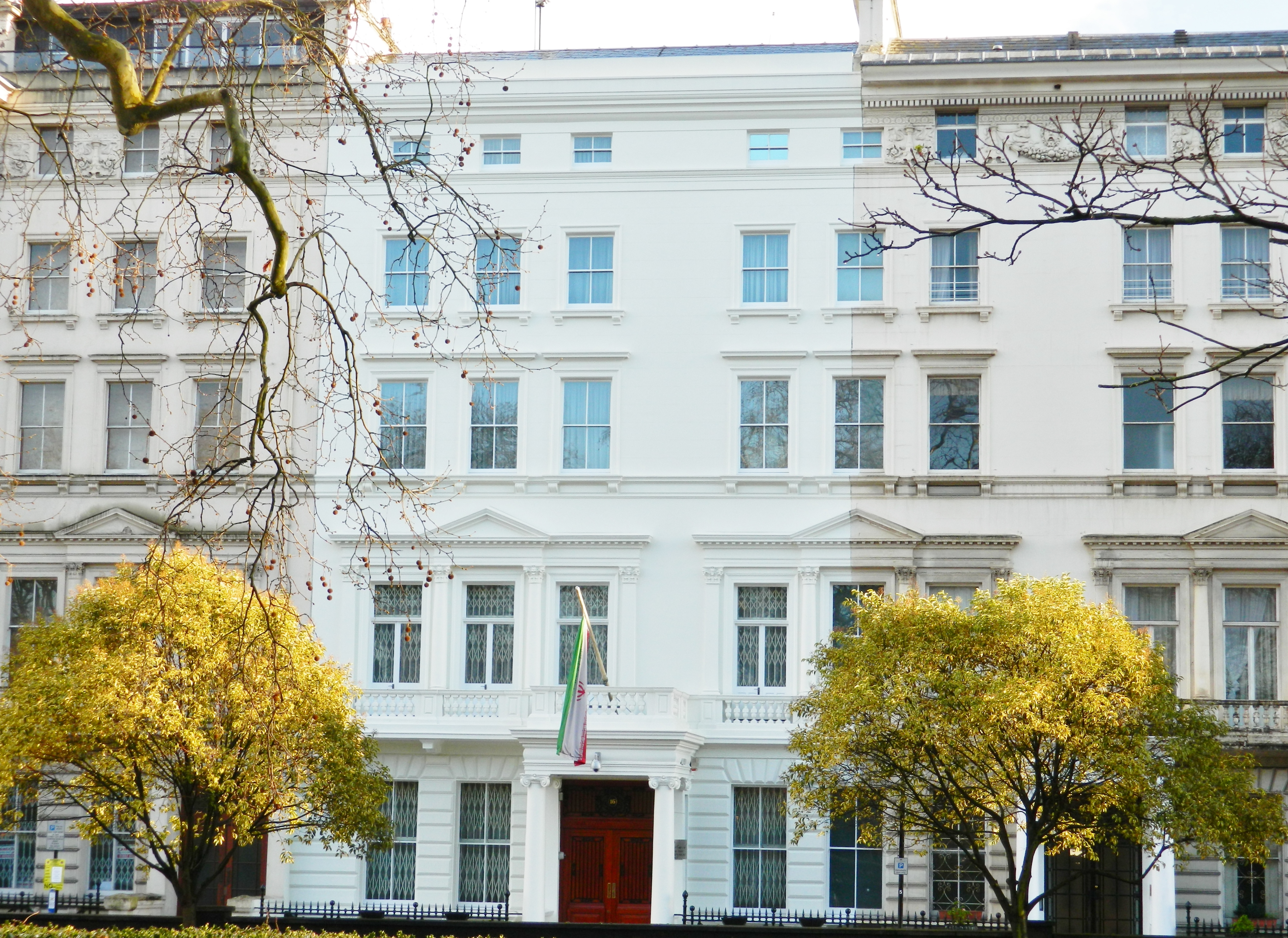
Ambassade à Londres.
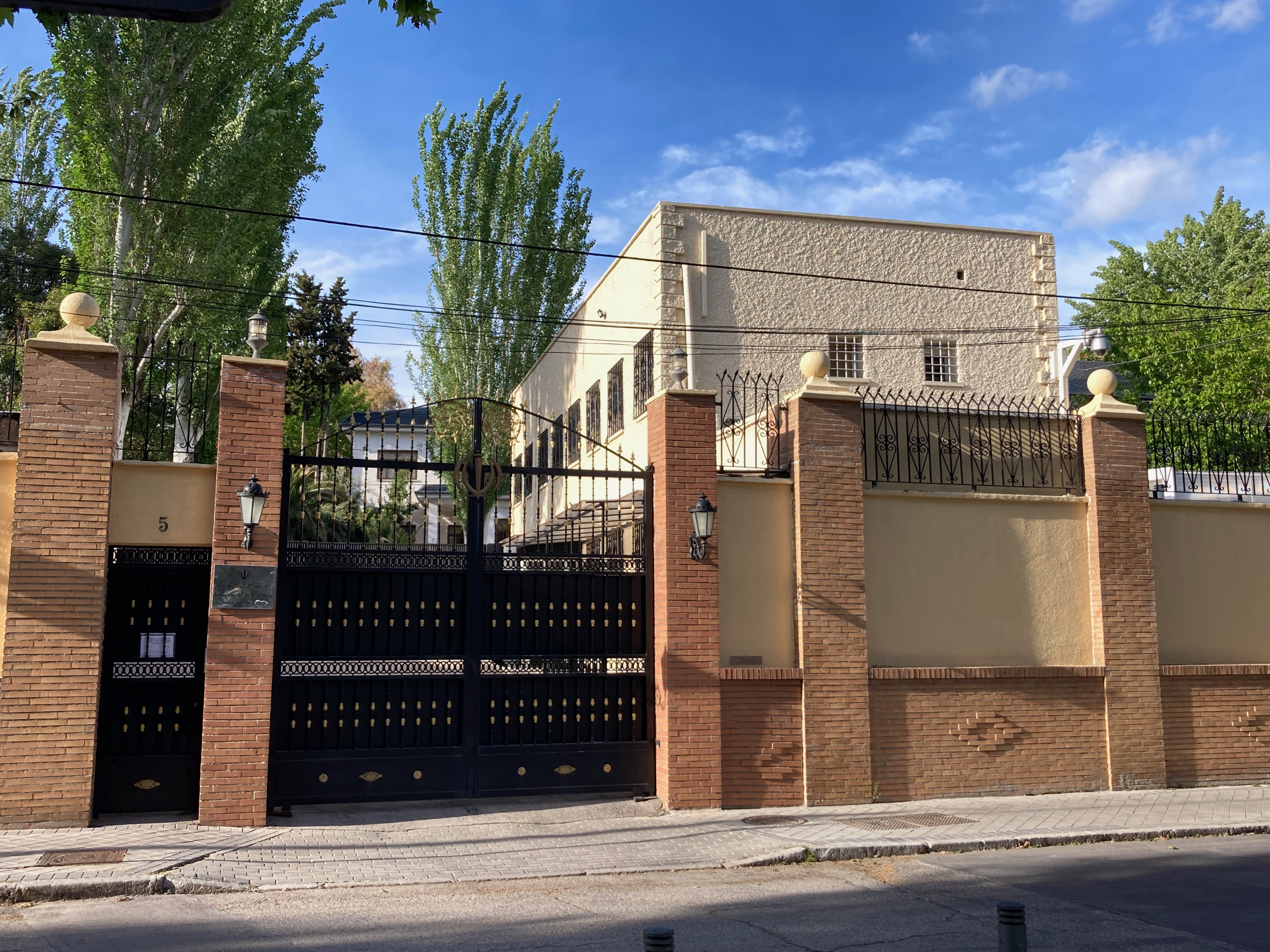
Ambassade à  Madrid.
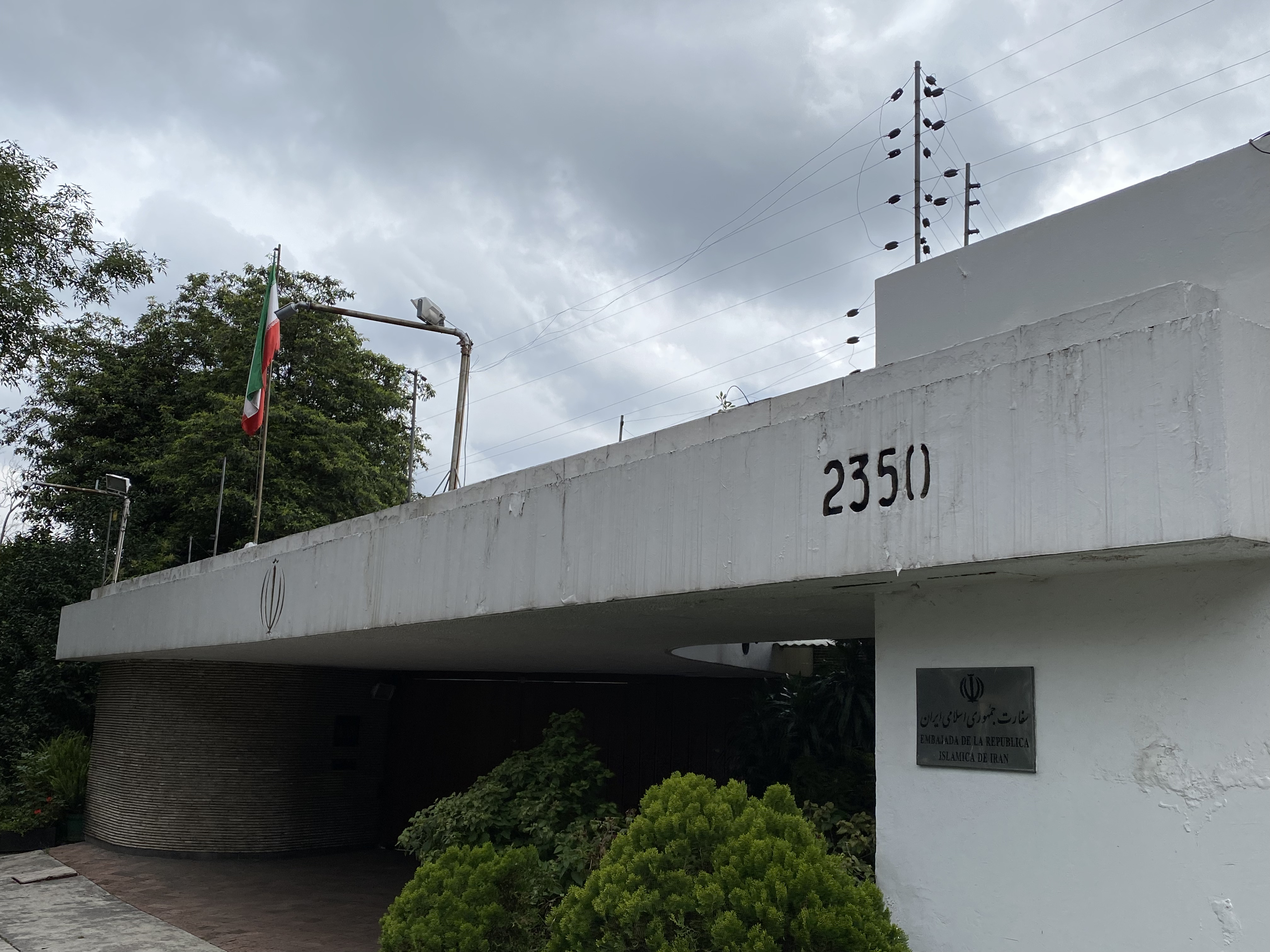
Ambassade à Mexico.
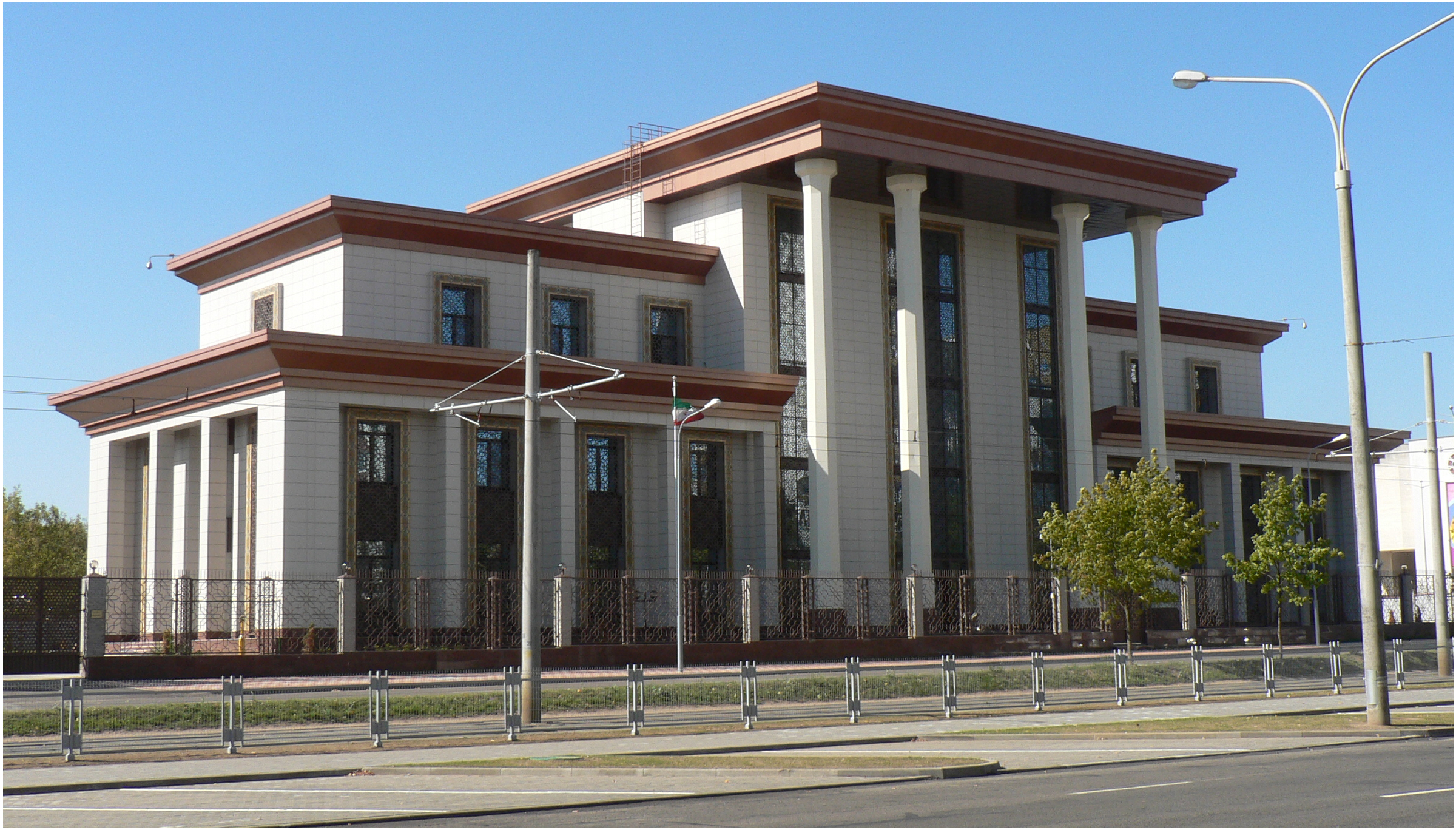
Ambassade à Minsk.
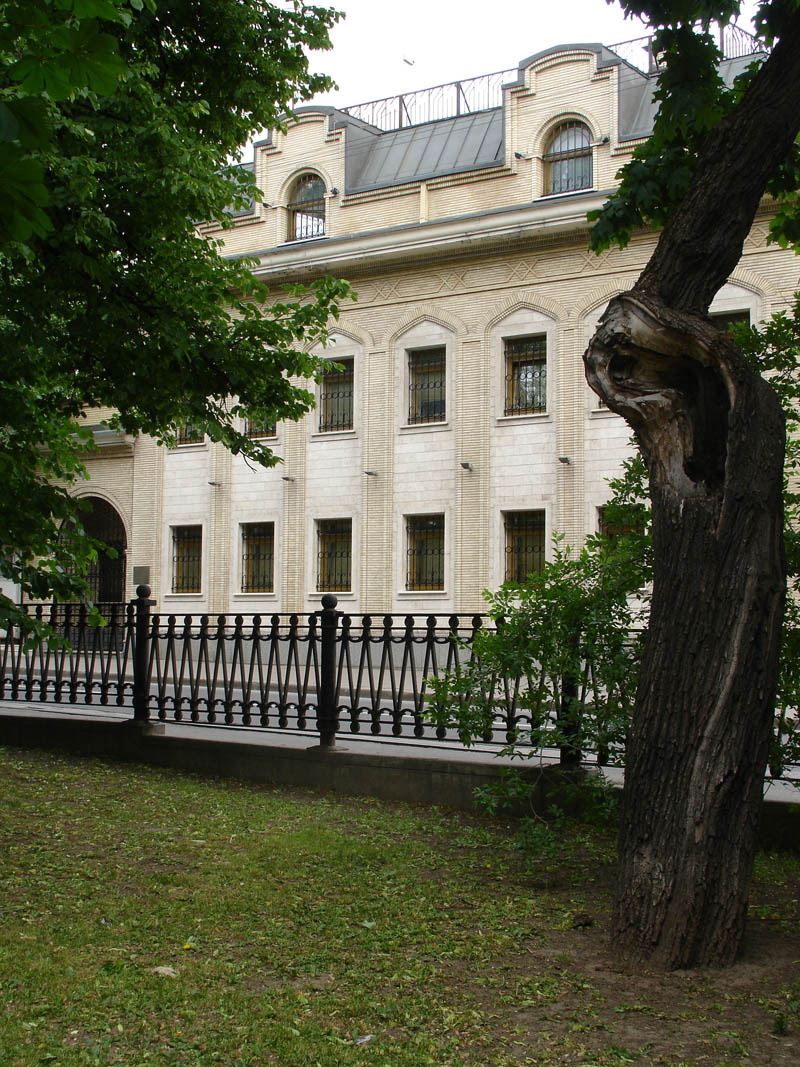
Ambassade à Moscou.
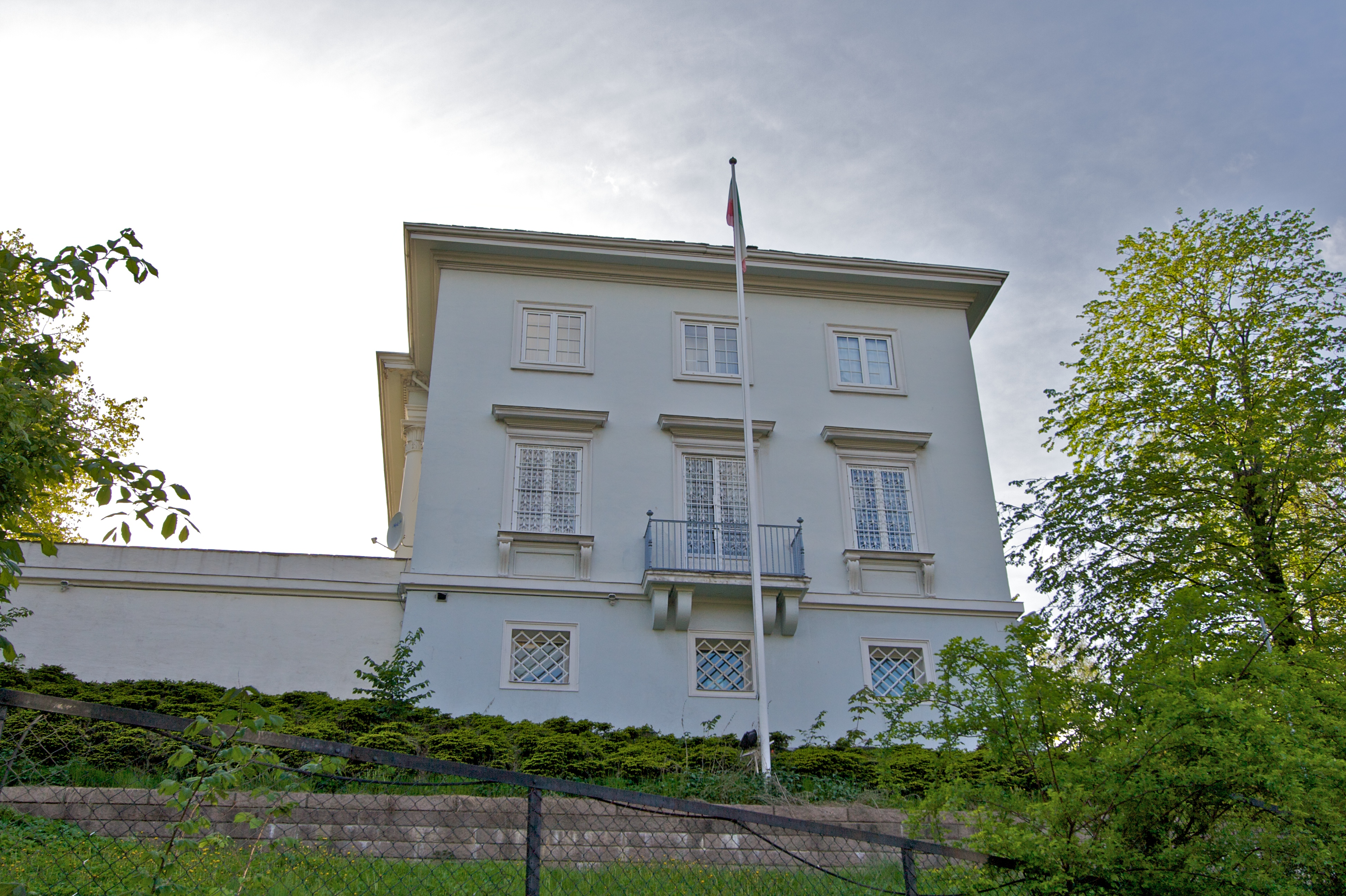
Ambassade à Oslo.
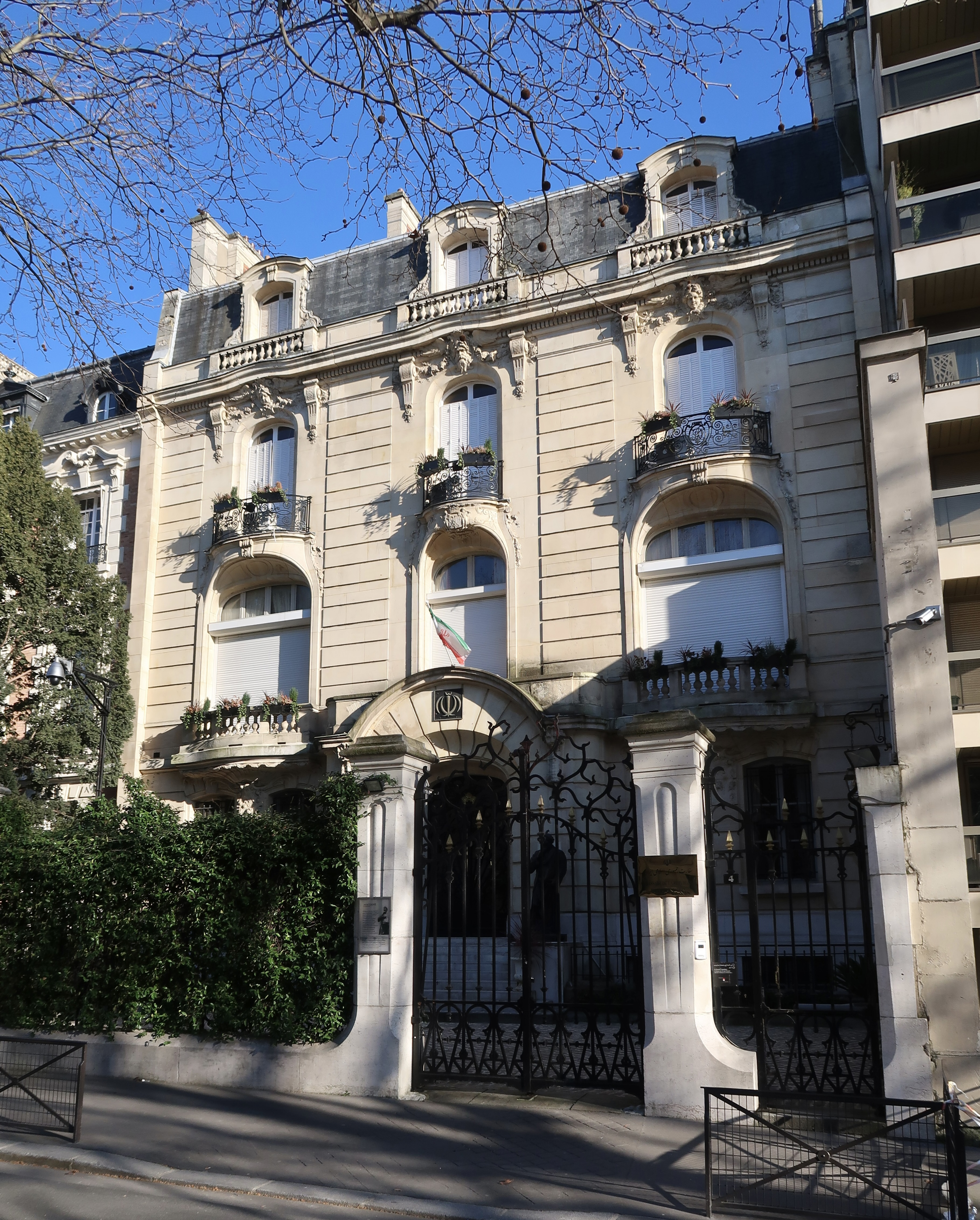
Ambassade à Paris.
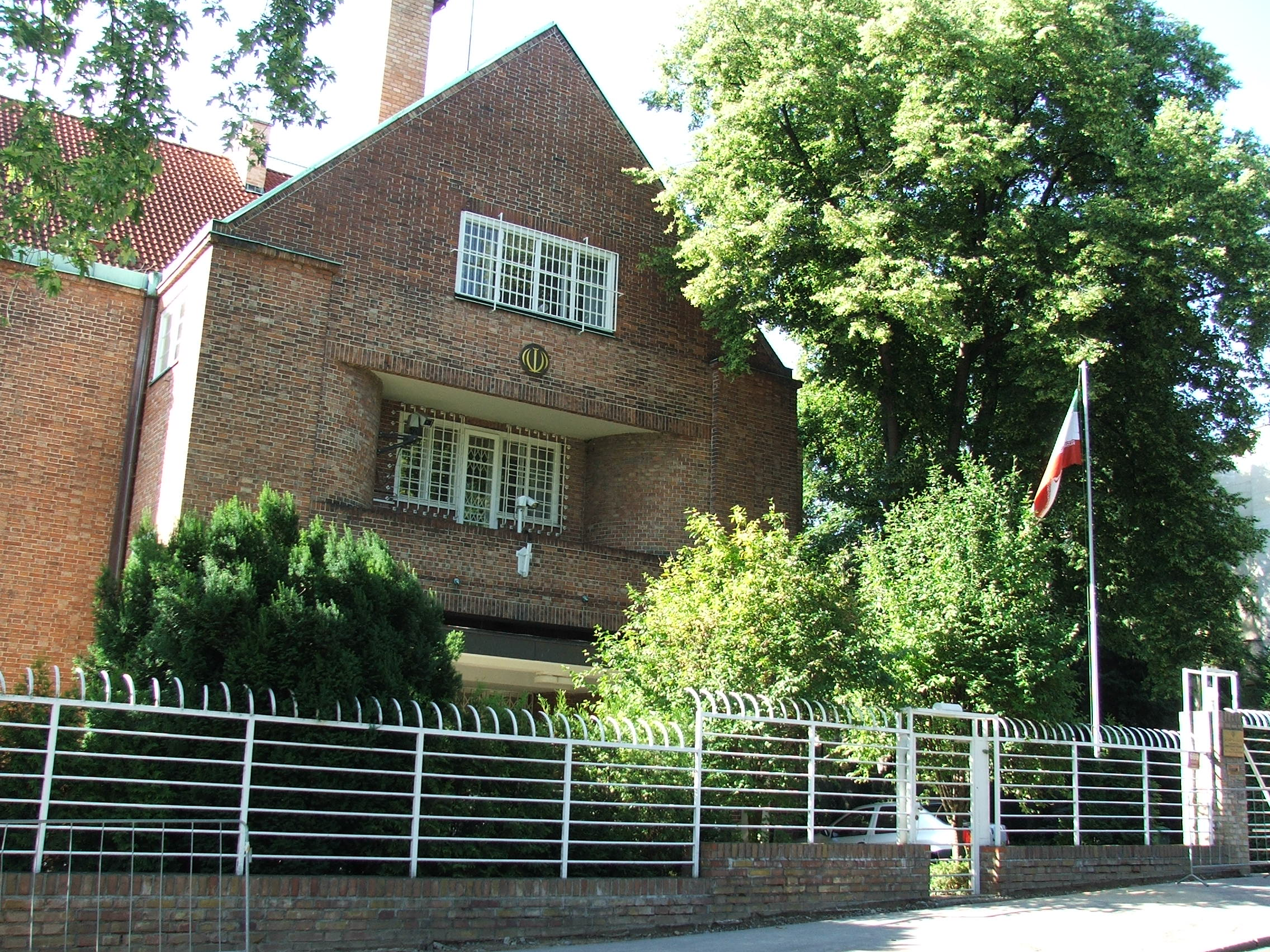
Ambassade à Prague.
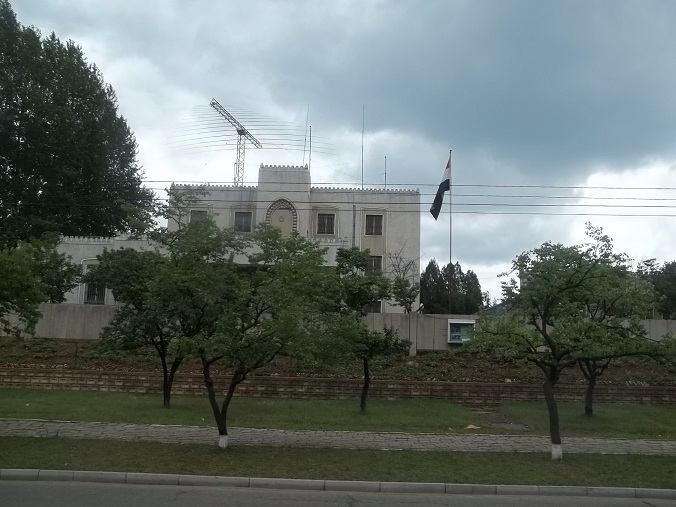
Ambassade à Pyongyang.
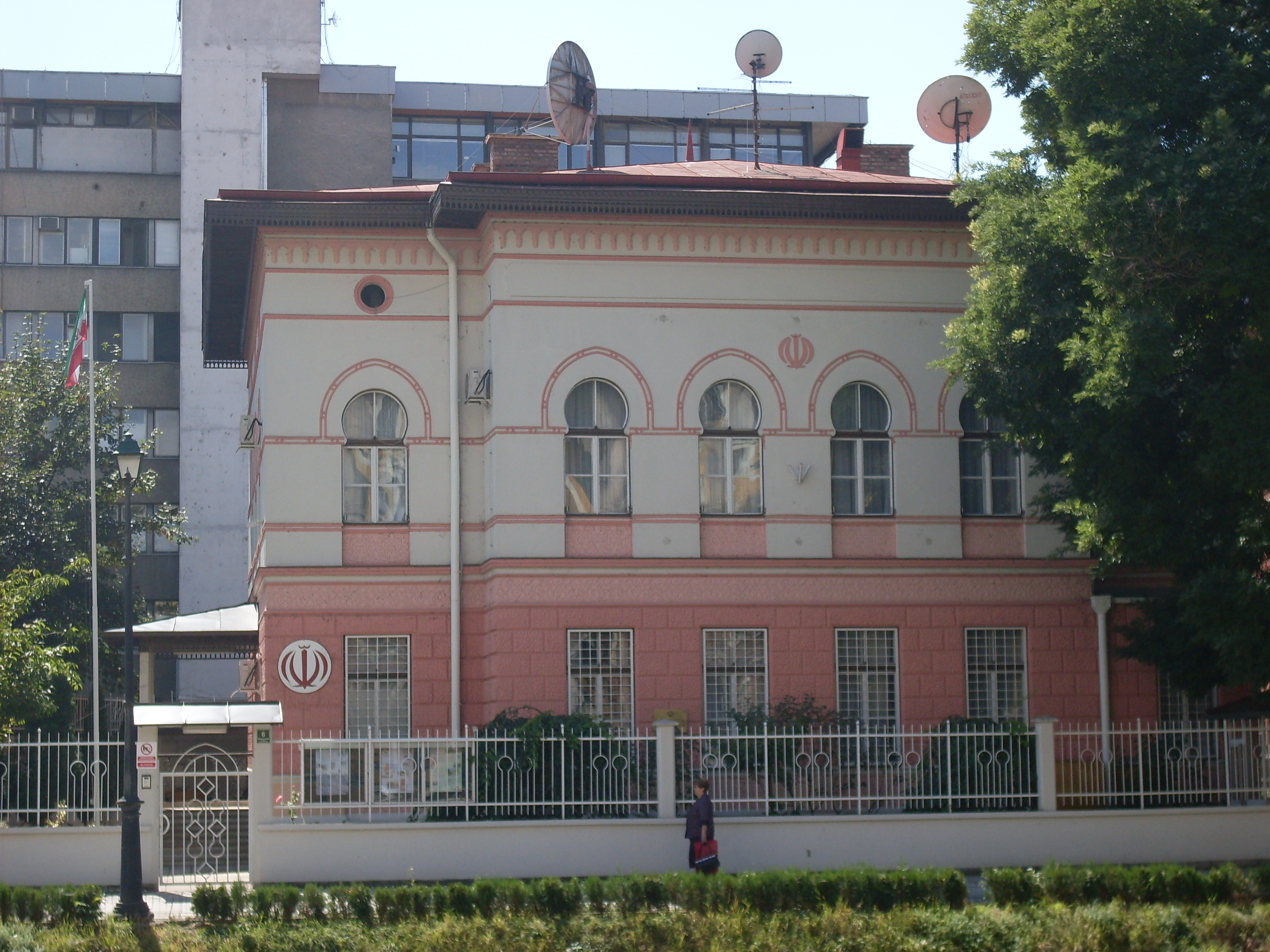
Ambassade à Sarajevo.
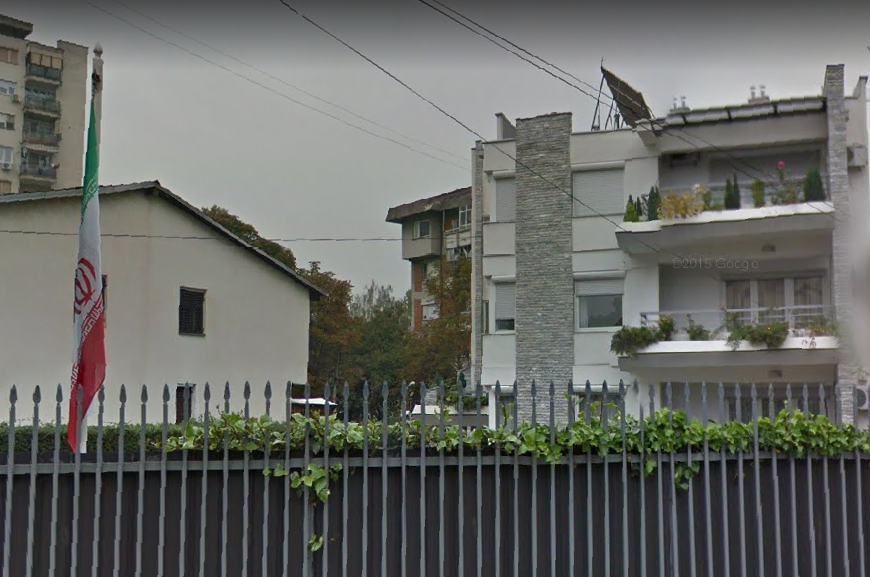
Ambassade à Skopje.
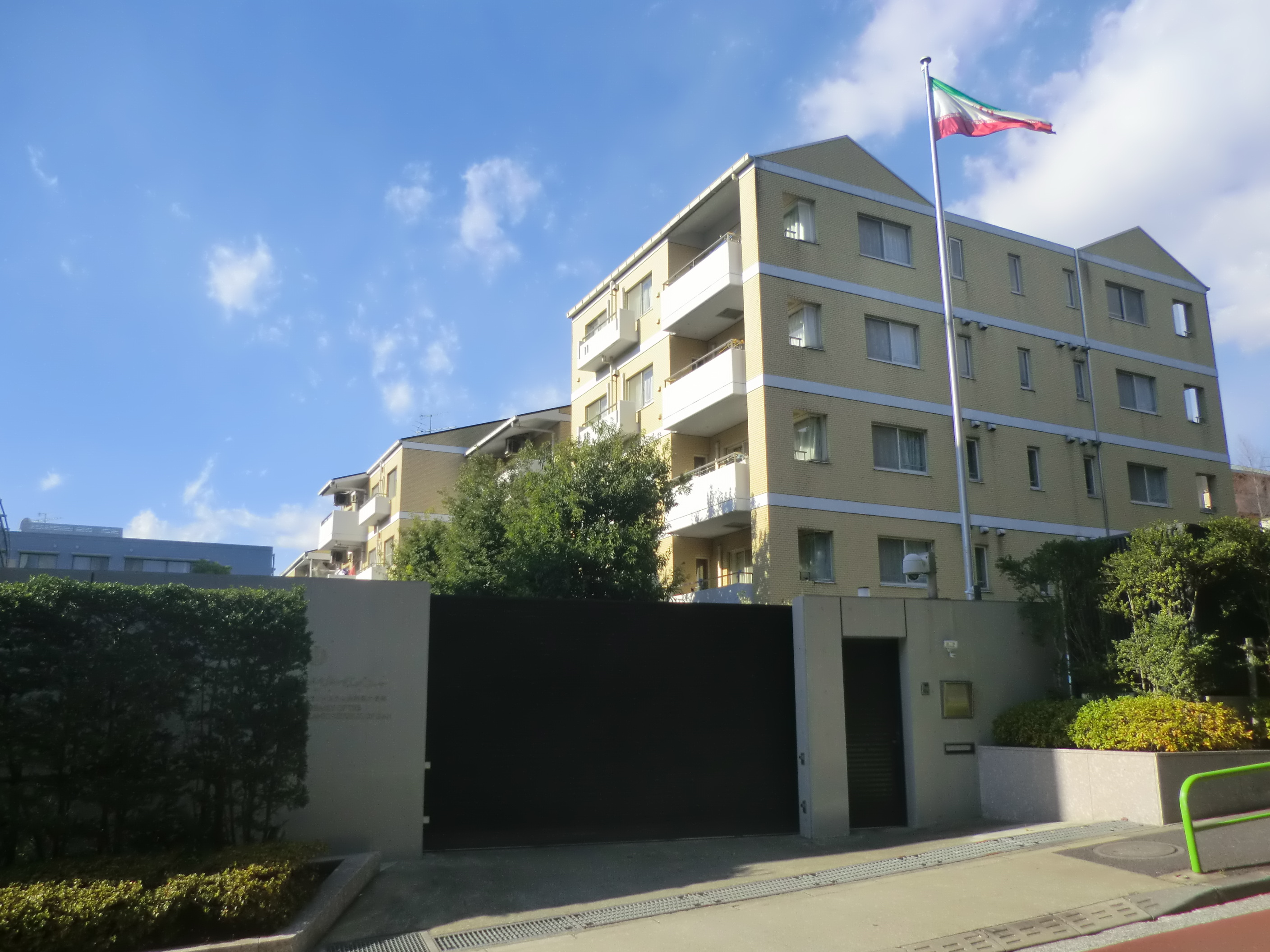
Ambassade à Tokyo.
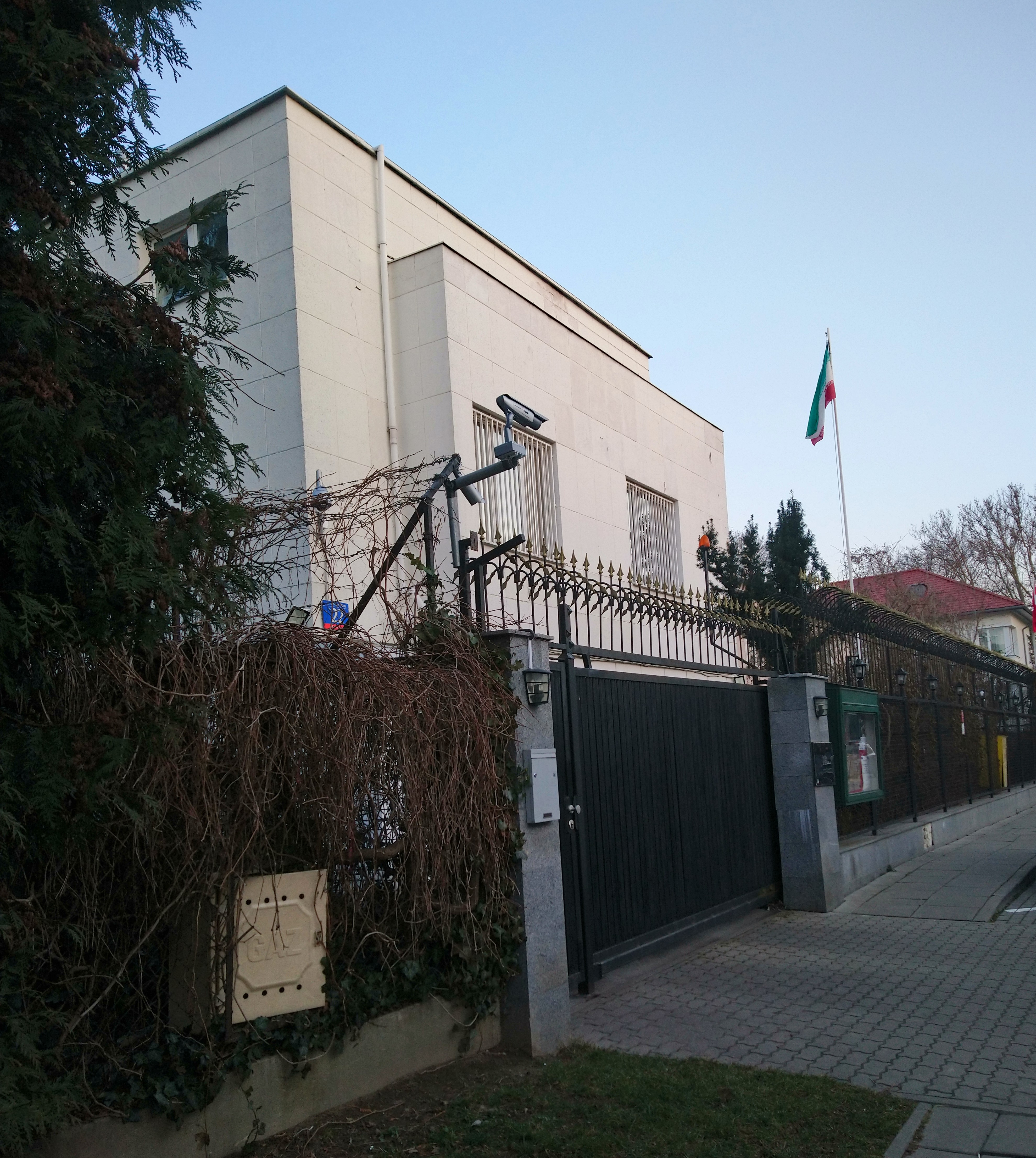
Ambassade à Varsovie.
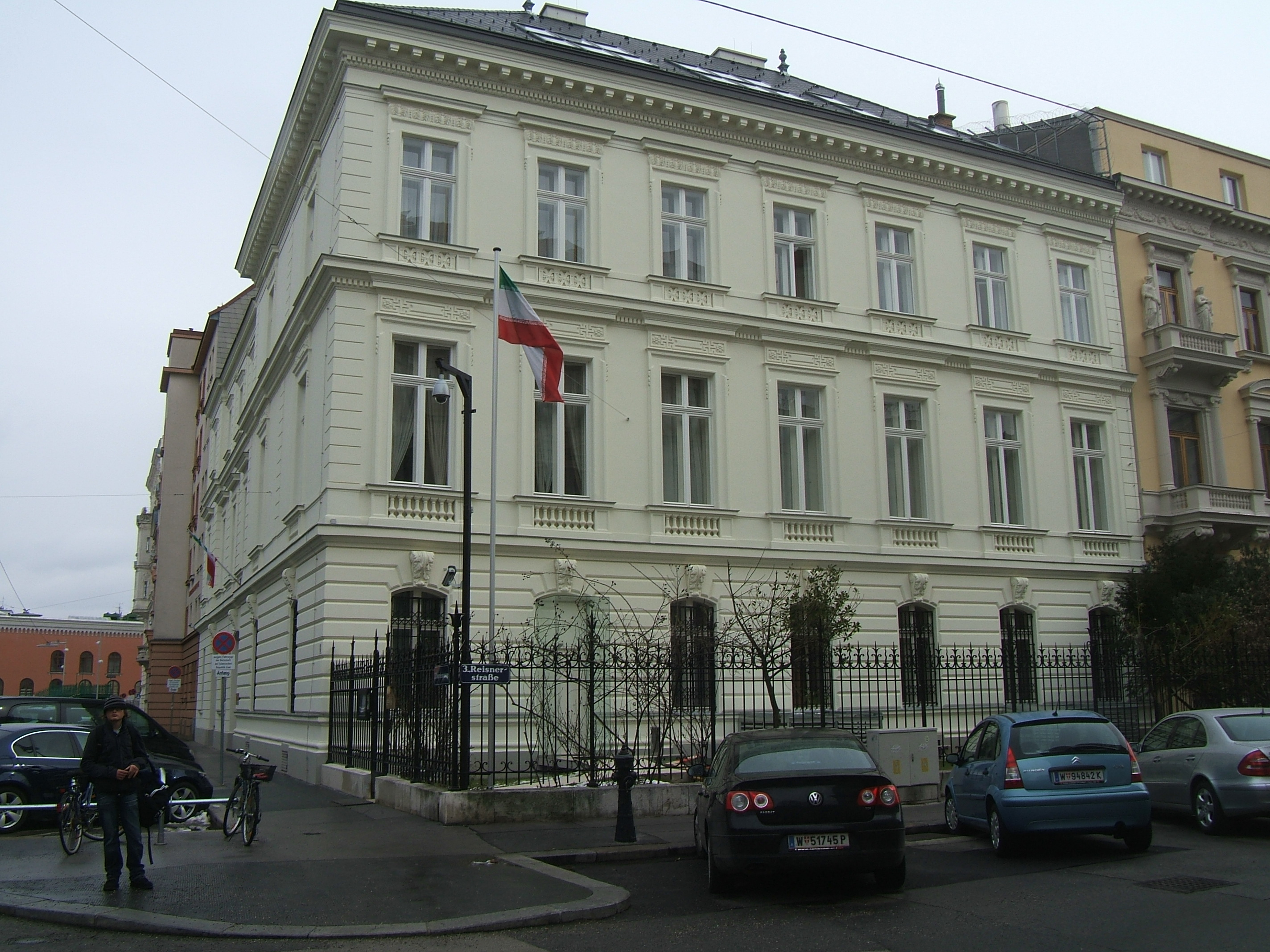
Ambassade à Vienne.